# Stratford (Texas)
Stratford é uma cidade localizada no estado norte-americano de Texas, no Condado de Sherman.

## Demografia
Segundo o censo norte-americano de 2000, a sua população era de 1991 habitantes.
Em 2006, foi estimada uma população de 1892, um decréscimo de 99 (-5.0%).

## Geografia
De acordo com o United States Census Bureau tem uma área de
5,3 km², dos quais 5,3 km² cobertos por terra e 0,0 km² cobertos por água. Stratford localiza-se a aproximadamente 1125 m acima do nível do mar.

## Localidades na vizinhança
O diagrama seguinte representa as localidades num raio de 44 km ao redor de Stratford.